# Rigas synagoga

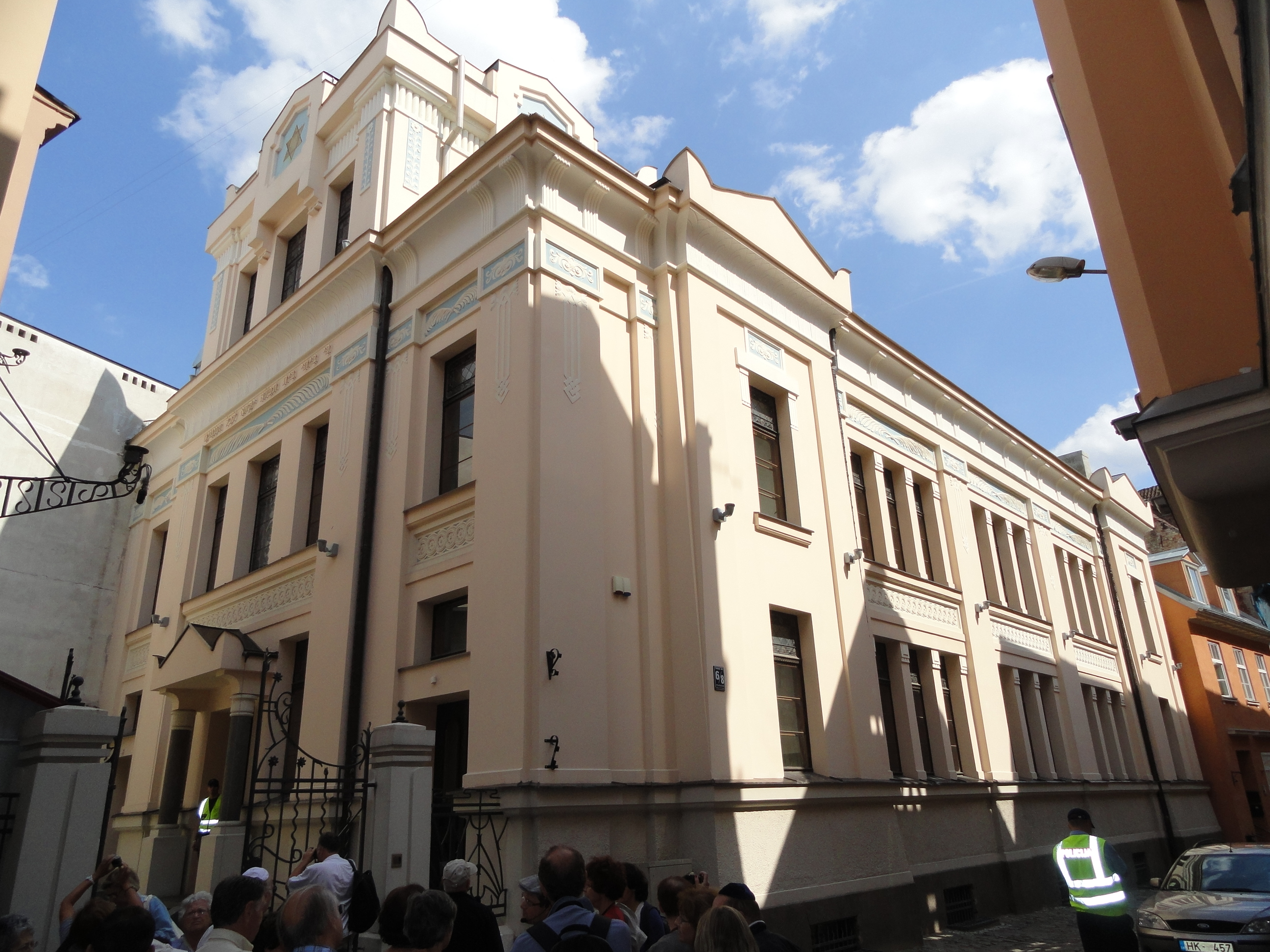
Rigas synagoga

Rigas synagoga (lettiska: Rīgas sinagoga), även Peitav-synagogan (jiddisch: פאייטאוו שול; lettiska: Peitavas ielas sinagoga), är den enda synagogan i Riga som överlevde förintelsen. Tomten där synagogan uppfördes köptes 1903.
Synagogan färdigställdes 1905 efter ritningar av Hermanis Zeiberlihs, och ändringar gjordes av Vilhelms Neimanis.
Synagogan är den enda Riga-synagogan som fortfarande är aktiv.